# Yasumasa Kanada
Yasumasa Kanada (金田 康正 Kanada Yasumasa?) es un matemático de Japón conocido por sus numerosos récords en las décadas de 1980 y 1990 en el cálculo de cifras decimales en los dos números irracionales más investigados por la computación: π y raíz cuadrada de 2.

## Semblanza
Kanada fue profesor en el Departamento de "Ciencia de la Información" en la Universidad Nacional de Tokio (Japón).
En el año 2003 superó su propio récord mundial del cálculo de dígitos de la expresión decimal del número pi, haciéndolo con 1,24 billones (1012) de dígitos. El cálculo requirió algo más de 600 horas en una supercomputadora de 64 nodos HITACHI SR8000/MPP. Algunos de sus competidores en los años siguientes han sido Jonathan y Peter Borwein y los hermanos Chudnovsky.